# Monika Stefanowicz
Monika Stefanowicz (ur. 7 kwietnia 1963) – polska aktorka teatralna i filmowa.

## Życiorys
W telewizji występowała już w wieku ośmiu lat, początkowo w programach młodzieżowych. Jako dziecko zadebiutowała także w filmie.
W 1988 ukończyła studia na PWST w Warszawie.

## Filmografia
- 1973: Nie będę cię kochać
- 1975: Tylko Beatrycze − mała Reiczka
- 1975: Moja wojna, moja miłość − Monika
- 1980: Mniejsze niebo − Monika
- 1981: Przypadki Piotra S. − Agnieszka
- 1981: Amnestia − Blanka Nowakówna
- 1981: 07 zgłoś się − Ewa Romska (odc. 13)
- 1983: Dzień kolibra − Dorota
- 1984: Pan na Żuławach − Zośka Klimowicz-Leszczak
- 1986: Paradyzja – Zinia Vett
- 1990: Dom na głowie − Jana
- 1993: Armelle − Lucyna (głos)
- 2002: Kobieta z papugą na ramieniu − Wanda Krall

## Polski dubbing
- 1981–1982: Ulisses 31 – Hermiona (odc. 9)
- 1987: Starcom: kosmiczne siły zbrojne Stanów Zjednoczonych –
  - Malvanna Wilde,
  - Ginny (odc. 5)